# 龍洲路 (新園鄉)
龍洲路（Longzhou Rd.）是屏東縣新園鄉西邊的東西向主要幹道，地理位置近高屏溪出海口，本道路行經五房地區。西起五房路、鹽州路口（雙園大橋新園端橋下），前端銜接雙園大橋至義仁路口屬台17線沿海公路，續行臥龍路至烏龍地區及東港鎮。為新園鄉往來東港鎮的主要道路，也是高雄市、屏東縣兩地之間沿海往來重要道路之一。

## 行經行政區域
- 新園鄉

## 沿線設施
（由西至東）
- 五房社區
- 屏63線五房路、鹽州路
- 雙園大橋
- 五房靈聖宮
- 九六汽車駕訓班
- 屏63-1線五房外環道（未通車）
- 五龍橋

## 本道路交通
- 高雄客運、屏東客運、中南客運、國光客運聯營
  - 9117「墾丁列車」（經台17線）
    - 高雄客運、屏東客運、中南客運：高鐵左營站－高雄火車站－高雄國際機場－林園－東港－林邊－枋寮－楓港－恆春－墾丁
    - 國光客運：高雄客運自立站－高雄火車站－高雄國際機場－林園－東港－林邊－枋寮－楓港－恆春－墾丁